# Piet Bos
Piet Bos (Amsterdam, 10 augustus 1936 – aldaar, 26 februari 2023), alias Opera Pietje, was een specialist op het gebied van opera en belcanto.
Hij werd geboren in de Amsterdamse Jordaan, waar hij zijn hele leven bleef wonen. In zijn kindertijd begon hij met het verzamelen van operamuziek. Hij zong bij het Amsterdams Operakoor, studeerde 2 jaar muziek en kreeg zanglessen van Franco Bordoni, Leonard del Ferro en Giuseppe Pietrarelli. Daarnaast werkte hij als koopman op diverse Amsterdamse markten.
Piet Bos begon in 1970 als 'etherpiraat' zijn favoriete aria's te draaien. Door zijn kennis en bevlogenheid bereikte hij steeds meer luisteraars. In 1984 had hij zijn eigen programma bij STAD Radio Amsterdam, die korte tijd later opging in Radio Noord-Holland. Hans van den Boom en Joost van Krieken waren hier zijn collega's. In 2013 werd zijn maandelijkse uitzending wegbezuinigd.
De laatste jaren van zijn leven werkte Opera Pietje mee aan de organisatie van grote operavoorstellingen, zoals openluchtvoorstellingen met het Nederlands Promenade orkest, het Utrechts Operakoor, met zowel jonge veelbelovende als bekende solisten uit binnen- en buitenland.
Voor zijn verdiensten op cultureel gebied werd hij in 2007 onderscheiden met een Zilveren Anjer. Hij kan beschouwd worden als een ambassadeur van opera en belcanto, aldus de toelichting.